# Rőt szarvasgomba
A rőt szarvasgomba (Tuber rufum) a szarvasgombafélék családjába tartozó, Európában honos, lombos és fenyőerdőkben élő, nem ehető gombafaj.

## Megjelenése
A rőt szarvasgomba termőteste föld alatti fészekben növő, apró burgonyához hasonlító, nagyjából gömbölyű vagy szabálytalan gumó; néha az alján benyomott. Átmérője 1-4 cm. Színe eleinte halvány sárgásvöröses, később rozsdaszínű, vörösesbarna.
Felszíne sima vagy apró szögletes szemcsékkel fedett.
Húsa (gleba) kemény. Színe fiatalon fehéres, világosbézs, vagy hússzínű, majd fokozatosan megvörösödik. Kétféle erezet járja át: egy sötét, levegőt nem tartalmazó (venae lymphaticae), és egy fehér, levegővel átjárt (veines aeriferes).
Szaga erős, szarvasgombaszerű, füstös, néha fokhagymás; idősen savanykás. Íze gyenge, diószerű vagy csersavas. 
Spóratömlői (aszkuszai) nagyjából kerekek vagy körte alakúak, nyelük rövid vagy hosszú, méretük 50–80 x 40–70 µm. Bennük 1–4 (max. 6, általában 3-4) aszkospóra található, amelyek mérete 18–29(–35) x 15–20(–27) µm, alakja széles ellipszoid, színük okkersárgás, felületük tüskés.

### Hasonló fajok
Az üreges szarvasgomba hasonlít hozzá. 

## Elterjedése és életmódja
Európai elterjedésű faj, Magyarországon ritka. 
Lomb- és fenyőerdőkben, parkokban, kertekben található meg, sokszor a talaj felszínéhez közel. Júliustól novemberig terem.

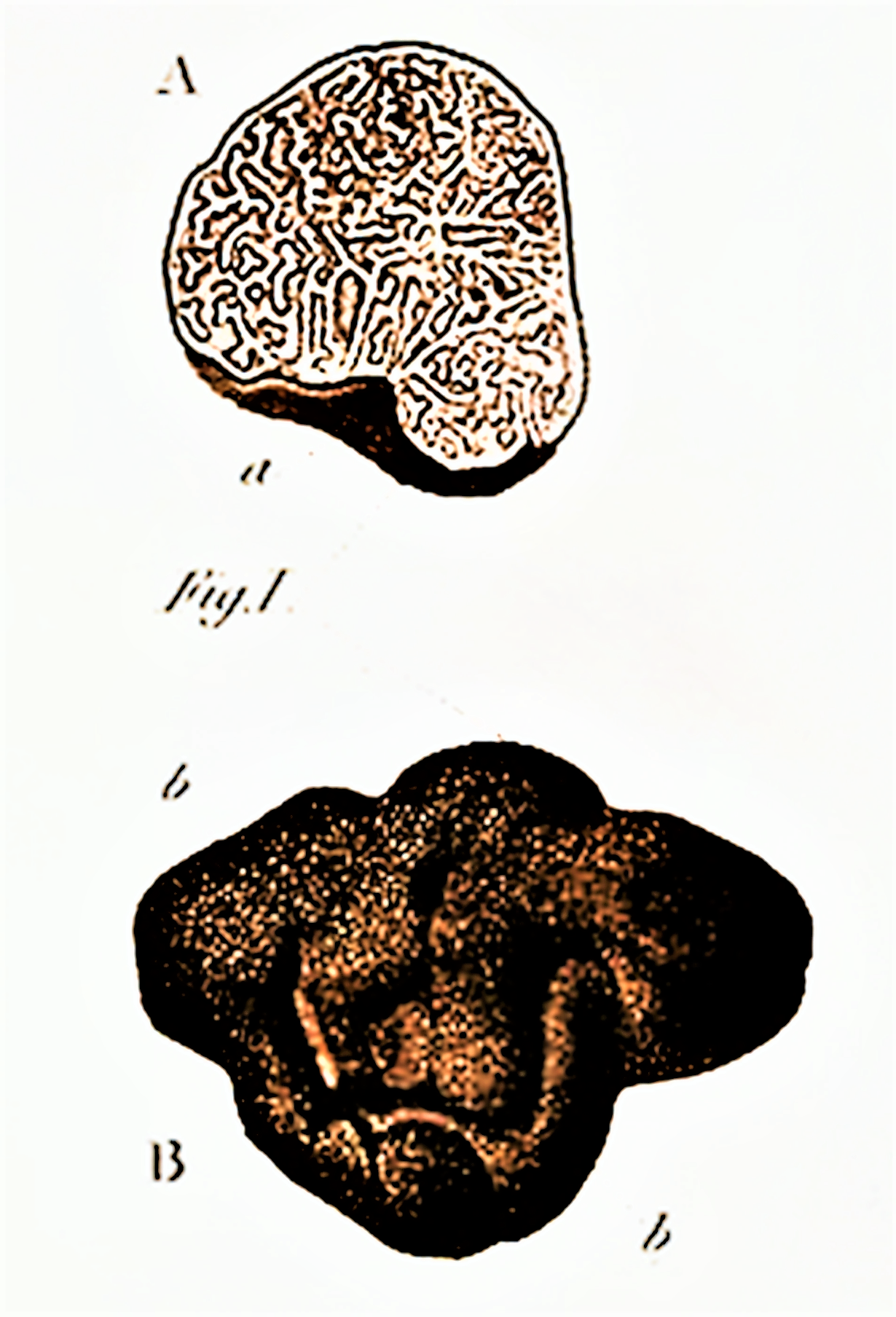
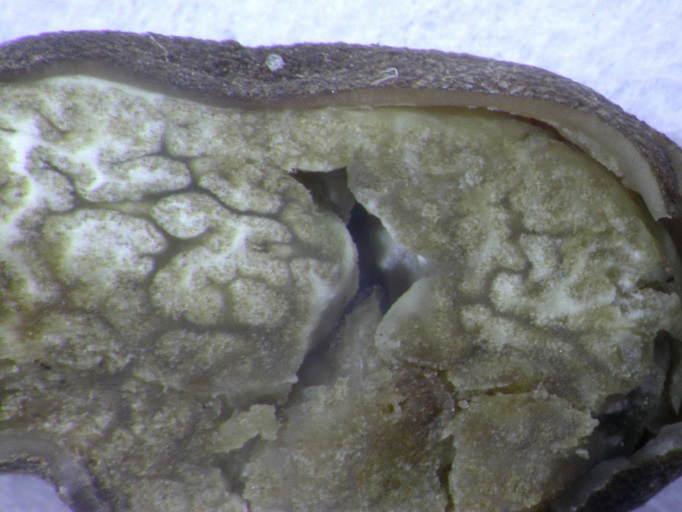
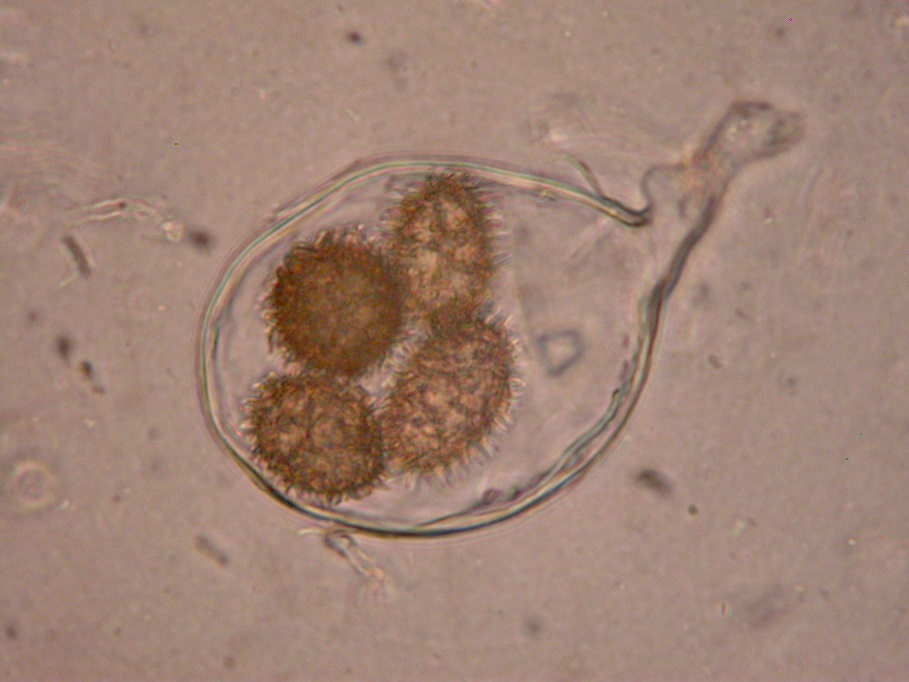

Nem ehető.   